# Metodismo (medicina)
Na história da medicina, o metodismo é uma escola fundada por Temison, que foi um médico grego, nascido em Laodiceia, ativo em Roma no século I d.C. Tal escola pretendia colocar a medicina em um rígido sistema doutrinário, atribuindo as doenças a um estado de tensão ou de relaxamento dos poros.